# یواس‌اس گردونیا (ای‌اف-۴۳)
یواس‌اس گردونیا (ای‌اف-۴۳) (به انگلیسی: USS Gordonia (AF-43)) یک کشتی بود که طول آن ۳۳۸ فوت (۱۰۳ متر) بود. این کشتی در سال ۱۹۴۴ ساخته شد.